# BBC Food
BBC Food était une chaîne de télévision appartenant à BBC Worldwide, une des filiales de la BBC, consacrée à la gastronomie et accessible par câble et par satellite. Lancée en juin 2002, elle était disponible en Afrique du Sud et en Scandinavie et diffusait notamment des émissions culinaires.
En décembre 2008, elle est remplacée par la chaîne BBC Lifestyle, chaîne à la thématique plus large, également diffusé en Afrique du Sud et en Scandinavie.